# پتار گورشا
پتار گورشا (زاده ۱۱ ژانویه ۱۹۸۸) یک ورزشکار تیراندازی اهل کرواسی است. او در بازی‌های المپیک تابستانی ۲۰۰۸، ۲۰۱۲ و ۲۰۱۶ شرکت کرد.
در المپیک ۲۰۰۸ در تفنگ بادی ۱۰ متر، تفنگ درازکش ۵۰ متر و تفنگ سه وضعیت ۵۰ متر شرکت کرد و به ترتیب در جایگاه‌های ۳۷، ۴۹ و ۴۴ ایستاد. او در المپیک ۲۰۱۲ تنها در تفنگ بادی ۱۰ متر شرکت کرد و در رده ۴۳ قرار گرفت. در بازی‌های المپیک تابستانی ۲۰۱۶، او در تفنگ درازکش ۵۰ متر، تفنگ سه وضعیت ۵۰ متر و تفنگ بادی ۱۰ متر شرکت کرد. او به فینال تفنگ بادی ۱۰ متر رسید و هفتم شد.